# Ужасы старого кладбища
«Ужасы старого кладбища» (англ. The Horror in the Burying-Ground) — рассказ американского писателя Говарда Филлипса Лавкрафта, написанный в сотрудничестве с Хейзел Хелд в период с 1933 по 1935 год. Впервые был издан в выпуске «Weird Tales» за май 1937 года. 

## Сюжет

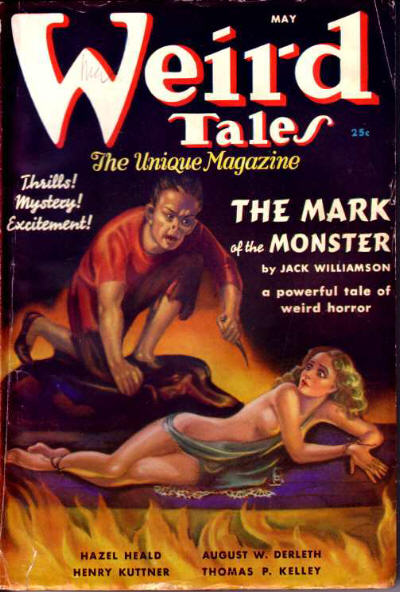
«Weird Tales» (май 1937 года, том 29, № 5) с изображением Джека Уильямсона «Знак чудовища». Обложка — Маргарет Брандейдж

Свернув с автомагистрали на Ратленд вы попадете в Топкую Лощину (англ. Swamp Hollow). Есть нечто гнетущее в здешних краях вблизи тихой заводи Стиллуотер (англ. Stillwater), где стоит на холме стоит одинокий дом семьи Ловкинз и старое кладбище, по которому бродит белобородый недоумок, беседующий с могилами. Завсегдатаи в местном баре часто рассказывают историю об ужасных событиях, произошедших с Томом и Софи Ловкинз, и гробовщиком Генри Бельмоузом. 
В июне 1886 года происходили частые ссоры между Томом и Софи Ловкинс, потому что за ней ухаживал гробовщик Генри. В деревне уже знали: коли из дома Ловкинзов несутся крики и брань — значит, хозяин вернулся. Однажды Том неожиданно вернулся домой пьяный и умер, исходя пеной со рта. Доктор Пратт и гробовщик Генри засвидетельствовали смерть. Генри спорил и торопился похоронить Тома. Такую поспешность почли чуть ли не кощунственной, но Генри настоял на своем, сославшись на состояние покойного. Джонни Дау тогда заметил след от укола на руке Тома. Генри поспешил закачать в тело покойника особый бальзам (англ. Embalmin’-fluid), но труп вдруг будто ожил: стал приподниматься, садиться и чуть было Генри рукою не цапнул, а затем ухватил шприц с бальзамом и вколол ему его. Генри успокоил присутствующих, что с трупами такое бывает от окоченения мышц. Соседи заподозрили Генри в убийстве Тома, но намеков на это не последовало. С того момента он заметно разволновался и то и дело щупал пульс покойника. Пополз слушок, что Тома «угробили», и местные жители из любопытства ринулись на похороны. Никогда прежде здесь не было столь многолюдных похорон. Джонни показывал какие-то жесты руками покойному. В конце процессии у трупа открылись глаза.

Генри после похорон рухнул на пол и в ужасе стал объяснять, что бальзам влияет на сердце, но он не умрет и позже придет в себя, а затем потерял сознание. Доктор Пратт отметил отсутствие у него пульса и засвидетельствовал смерть. Началась неразбериха. В итоге Генри решили похоронить. Джонни обвинил Софи в том, что ей известно, что оба мужчины живы, но она хочет похоронить их заживо. После крепкие ребята закопали обоих мужчин. На лице Софи проступило скрываемое торжество. Той ночью раздался крик из дома Софи. Подоспевшие в её дом соседи услышали потусторонние голоса, звучащие по округе:
Что бы это ни было, оно было настолько слабым, что могло бы быть ветром, если бы не слова. Слова «Дьяволица... все время... Генри... живой...» были слышны отчетливо, так же, как и «ты знаешь... говорила, будешь заодно... избавиться от него... меня схоронить...», только эти последние произносились как будто другим голосом... А потом был страшный вопль «еще вернемся когда-нибуть!» – с предсмертным воплем...
В конце рассказчик говорит: 
«...Эй, постойте, куда же вы торопитесь? Может я мог рассказать вам больше, если бы у меня остался рассудок...»

## Персонажи
Имена персонажей на русском языке приводятся по полному собранию сочинений Г. Ф. Лавкрафта в переводе М. Волковой.
- Софи Ловкинз (англ. Sophie Sprague) — хозяйка дома на холме, живет в постоянном страхе и не выходит из дома. После похорон Тома её, будто, подменили. Оставляет под ковриком записки со списком продуктов, которые забирает посыльный. Покойный назвал её «Дьяволица» (англ. She-Devil).
- Том Ловкинз (англ. Tom Sprague) — брат Софи, отъявленный негодяй, двухметровый верзила, напивался до белой горячки. Пугал сестру, чтобы она не вышла замуж, потому что в таком случае пришлось бы делить наследство. Вступил в масонскую ложу.
- Генри Бельмоуз (англ. Henry Thorndike) — гробовщик, единственным на всю округу, которая, однако, его недолюбливала, ведь, он образованный. Угрюмый, противный – к тому же, видимо, пьяница. Ухаживал за Софи. Родился и учился в институте в Ратленде, изучал оккультные книги по алхимии. Постоянно смешивал порошки и жидкости, хотел изобрести бальзам либо зелье. Метил в доктора, да недоучился и тогда стал гробовщиком. Правда, дел у него было немного, но Генри еще подрабатывал на окрестных фермах. Ставил чудовищные эксперименты над животными. Ужасы погребения заживо он расписывал без конца и с поистине чудовищным смакованием. Был похоронен рядом с Томом.
- Джонни Дау (англ. Johnny Dow) — деревенский дурачок, бродит по кладбищу и говорит с могилой Тома и кем-то, другим. Генри потчевал его наркотиками. Утверждал, что от бальзама ожила его покойная жена Матильда.

### Второстепенные персонажи
- Матильда Дау (англ. Matildy Dow) — жена Джонни, которая умерла тридцать лет назад.
- Старый доктор Пратт (англ. Old Doc Pratt) — доктор глухой, полуслепой старик.
- Стив Барбор (англ. Steve Barbour) — фермер, живущий по соседству. Умер он, от воспаления легких.
- Эмили Барбор (англ. Emily Barbour) — фермер.
- Нед Пек (англ. Ned Peck) — хозяин лавки.
- Левитт (англ. Leavitt) — священник.
- Старая Эйкли (англ. Old Akeley) — одинокая старуха. Отшельник Эйкли появляется в повести «Шепчущий во тьме».
- Джошуа Сносенз-младший (англ. Joshua Goodenough) — местный житель, построил новомодную силосную башню.
- Эзра Давенпорт (англ. Ezra Davenport) — завсегдатай бара. Фольклорист по фамилии Давенпорт появляется в повести «Шепчущий во тьме».
- Лютер Фрай (англ. Luther Fry) — завсегдатай бара. Фермер по фамилии Фрай встречается в рассказе «Ужас Данвича».
- Старый Кальвин Уиллер (англ. Old Calvin Wheeler) — завсегдатай бара, у него выцветшие, некогда голубые глаза, пиджак с пятнами от пальцев. Скульптор по фамилии Уиллер появляется в рассказе «Каменный человек».
- Лайдж Гопкинс (англ. Lige Hopkins) — местный житель, чью собаку подверг опытам Генри.
- Фред Пек (англ. Fred Peck) — фермер, был еще маленький при жизни Тома.
- Сайлас Атвуд (англ. Silas Atwood) — преподобный. Ученый Атвуд появляется в повести «Хребты Безумия».
- Луэлла Морс (англ. Luella Morse) — плакальщица на похоронах.
- Зенас Уэллз (англ. Zenas Wells) — фермер.
- Уолтер Перкинс (англ. Walter Perkins) — фермер.
- Эд Пламмер (англ. Ed Plummer) — фермер.
- Этан Стоун (англ. Ethan Stone) — фермер.
- Джотам Блейк (англ. Jotham Blake) — полицейский. Писатель по фамилии Блейк появляется в рассказе «Обитающий во Тьме».
- Додж (англ. Dodge) — констебль.

## Техника
В рассказе Лавкрафт описывает характерную манеру повествования, когда страшную историю рассказывает несколько человек: 
Воспоминания о событиях давно минувших дней сплошь состоят из туманных намеков на какие-то им одним известные обстоятельства. О самом обычном здесь говорят с угрожающими, зловещими нотками в голосе — ну к чему, скажите, напускать на себя эту многозначительность и таинственность, то и дело понижая голос до устрашающего шепота? Слушаешь — и в сердце закрадывается тревога. За старожилами Новой Англии водится такая манера разговаривать, но в нашем случае, принимая во внимание мрачный характер рассказа и сам по себе вид старой полусгнившей деревни, все эти недомолвки обретают какой-то особый смысл. За словами такого отшельника-пуританина и тем, что он почему-то утаивает, кроется само воплощение ужаса — его чувствуешь почти физически. Поначалу шепот рассказчиков из лавки Пека еще терпимо зловещ, но дальше они мало-помалу напускают таинственности, подогревая недобрые предчувствия слушателя. После шепот рассказчиков — и без того не очень-то вразумительный — переходит в свербящий свист. Вот уж кто умеет исподволь, вкрадчивым голосом нагнать на слушателей страху. 

## «Страна Лавкрафта»
Существует графство в Англии под названием Ратленд и округа в США Ратленд.

Лавкрафт так описывает тихую заводь Стиллуотер (англ. Stillwater):
Стиллуотер уже не тот, что прежде. Земля истощилась, многие жители перебрались либо в поселки по ту сторону реки, либо в город за дальними холмами. Шпиль старой белокаменной церкви развалился, а из двух-трех десятков порядочно разбросанных домов половина пустует и тоже разваливается – где быстрее, а где медленнее. Биение жизни ощущается лишь в лавке у Пека и у бензоколонки. При виде старой полусгнившей деревни чувствуешь и не чаешь поскорее выбраться из гибельной атмосферы этого захолустья.